# Marzyciele (powieść)
Marzyciele (norw. Sværmere) – powieść (romans) norweskiego pisarza Knuta Hamsuna z 1904.

## Treść
Powieść, będąca romansem bazującym na motywach socjalnych, kontynuuje wątki znane z Wiktorii (1898). Opisuje losy życiowego buntownika, telegrafisty Rolandsona pracującego w wysuniętej na północ faktorii handlowej. Tęskni on do innego świata i pragnie wyrwać się z miejsca, w którym żyje. Uosobieniem tego wielkiego świata jest dlań nauka oraz córka zamożnego kupca Macka, Eliza. Biorąc na siebie winę za przestępstwo, którego nie popełnił, ściąga na siebie gniew Macka. Następnie dokonuje jednak bardzo innowacyjnego wynalazku, co wiąże się z jego szybkim awansem ekonomicznym. Zdobywa prestiż społeczny i miłość Elizy. Motyw opisany w dziele ma dla autora charakter autokompensacyjny i wynika z jego doświadczeń życiowych.
Powieść tym różni się od innych dzieł Hamsuna, że narracji jest kąśliwa, uszczypliwa, a nawet dowcipna, a część bohaterów jest absurdalnie przerysowana. 